# 东卡罗尔堂区
东卡罗尔堂区（英語：East Carroll Parish）是美國路易斯安那州東北部的一個堂區。北鄰阿肯色州，東隔密西西比河與密西西比州相望。面積1,146平方公里。根據美國2000年人口普查，共有人口9,421，當中67.29%為非裔美國人（故是民主黨估優勢的縣）。治所莱克普罗维登斯。
1877年由卡罗尔县分割而成，堂區名紀念查尔斯·卡罗尔，《美國獨立宣言》簽署者中唯一的天主教徒及最晚去世者。